# MIRAI (EDAMAME BEANSの曲)
『MIRAI』（みらい）は、EDAMAME BEANSのデビューシングル。2020年5月13日にCD、同年7月15日に配信リリースされた。

## 概要
EDAMAME BEANSのデビューシングルとしてSDRよりリリースされた。
EDAMAME BEANS史上初のガラスケース、2枚組としてリリース（後にSpecial Editionとして配信リリース）。
No.盤、Ahiru盤、Special Edition盤では、収録曲が異なっている。
- 「MIRAI」今作のリード曲。

2020年2月16日にららぽーと横浜にて初披露された楽曲。2月21日に「MIRAI（Dance Practice）」、5月1日に「MIRAI（Official Video）」、5月8日に「MIRAI（Behind the Scenes）」が公開。
- 「No.1」No.盤、Special Edition盤のカップリング曲。

6月5日に「No.1（Dance Practice）」が公開。　　
- 「Minikui Ahiru」Ahiru盤、Special Edition盤のカップリング曲。

8月7日に「Minikui Ahiru（Dance Practice - Moving Ver.）」、8月21日に「Minikui Ahiru（Dance Practice – Fixed Cam Ver.）」が公開。

## ジャケット
- No.盤は赤い背景にメンバーが立ち並び

下にMIRAIの文字、ロゴとEDAMAME BEANSの名前が入っているジャケットとなっている。
- Ahiru盤、Special Edition盤は灰色の背景にメンバーが座り、周りにアヒルの羽が散りばめられ、下にはMIRAIの文字、ロゴとEDAMAME BEANSの名前が入っているジャケットとなっている。

## 収録曲

### No.盤
| 全作詞: S.KAY sheep、全作曲: S.KAY。 |           |             |            |       |      |
| #                                    | タイトル  | 作詞        | 作曲・編曲 | 編曲  | 時間 |
| 1.                                   | 「MIRAI」 | S.KAY sheep | S.KAY      | S.KAY | 4:04 |
| 2.                                   | 「No.1」  | S.KAY sheep | S.KAY      | S.KAY | 3:38 |
| 合計時間:                            | 合計時間: | 合計時間:   | 7:42       |       |      |

### Ahiru盤
| 全作詞: S.KAY sheep、全作曲: S.KAY。 |                   |             |            |       |      |
| #                                    | タイトル          | 作詞        | 作曲・編曲 | 編曲  | 時間 |
| 1.                                   | 「MIRAI」         | S.KAY sheep | S.KAY      | S.KAY | 4:04 |
| 2.                                   | 「Minikui Ahiru」 | S.KAY sheep | S.KAY      | S.KAY | 3:50 |
| 合計時間:                            | 合計時間:         | 合計時間:   | 7:54       |       |      |

### Special Edition盤
| 全作詞: S.KAY sheep、全作曲: S.KAY。 |                   |             |            |       |      |
| #                                    | タイトル          | 作詞        | 作曲・編曲 | 編曲  | 時間 |
| 1.                                   | 「MIRAI」         | S.KAY sheep | S.KAY      | S.KAY | 4:04 |
| 2.                                   | 「Minikui Ahiru」 | S.KAY sheep | S.KAY      | S.KAY | 3:50 |
| 3.                                   | 「No.1」          | S.KAY sheep | S.KAY      | S.KAY | 3:38 |
| 合計時間:                            | 合計時間:         | 合計時間:   | 11:32      |       |      |